# Melinoides subalbida
Melinoides subalbida är en fjärilsart som beskrevs av Max Joseph Bastelberger 1907. Melinoides subalbida ingår i släktet Melinoides och familjen mätare. Inga underarter finns listade i Catalogue of Life.